# Izrael na Letnich Igrzyskach Olimpijskich 1960
Izrael na Letnich Igrzyskach Olimpijskich 1960 w Rzymie reprezentowało 23 zawodników: 17 mężczyzn i 6 kobiet.
Był to trzeci występ reprezentacji Izraela na letnich igrzyskach olimpijskich.

## Lekkoatletyka
Mężczyźni
- Gideon Ariel
- Amos Grudzhinovsky
- Baruch Feinberg
- Yair Pantilat
- David Kushnir

Kobiety:
- Ilana Adir
- Ayala Hezroni
- Ilana Krishak

## Kolarstwo
Mężczyźni
- Henri Ohayon
- Yitzhak Ben David

## Pływanie
Mężczyźni
- Amiram Trauber
- Yizthak Lurie
- Yoram Shneider
- Gershon Shefa

## Gimnastyka
Kobiety
- Rut Abeles
- Rali Ben Yehuda
- Miriam Kara

## Szermierka
Mężczyźni
- Michael Ron
- David van Gelder

## Strzelectwo
Mężczyźni
- Rafael Peles
- Hanan Cristal

## Podnoszenie ciężarów
Mężczyźni
- Rafael Peles
- Hanan Cristal